# 瑪麗亞·佩拉塔
瑪麗亞·佩拉塔（1977年11月30日—）是一名阿根廷田徑運動員，曾代表國家參加2012年倫敦奧運的女子馬拉松比賽和2016年里約奧運的女子馬拉松比賽，兩次均未獲得獎牌。